# Giuseppe (patriarca di Mosca)
Giuseppe (in russo Иосиф?, Iosif; Vladimir, ... – Mosca, 15 aprile 1652) è stato un arcivescovo ortodosso russo, quinto Patriarca di Mosca e di tutta la Russia, eletto a più di un anno e mezzo dalla morte del proprio predecessore.
I suoi primi anni di vita sogno ignoti. Prima dell'elezione svolgeva il ruolo di archimandrita del Monastero di Simonov. Fu il primo patriarca eletto dopo una selezione di candidati scelti dallo zar Michele di Russia in coordinamento con il Concilio dei Vescovi. L'elezione ebbe luogo il 20 marzo 1642 a Mosca, Iosif entrò in carica il 27 marzo e fu titolato "signore" e non più "monarca" (come invece era stato appellato il suo predecessore Filarete).
Iosif pose in essere una politica moderatamente conservatrice. Quando il Principe danese Valdemar Christian giunse a Mosca nel 1644 cercò di persuaderlo ad adottare la religione ortodossa poiché era sposato con la zarevna Irina Romanova. Nel 1650 dibatté con il Patriarca di Gerusalemme Paisios riguardo alla valenza dei testi liturgici russi, senza tuttavia compiere significative riforme su di essi. Morì il Giovedì santo dell'anno 1652.